# Спадщина: Літературне джерелознавство. Текстологія
Спадщина: Літературне джерелознавство. Текстологія — збірник наукових праць з актуальних питань літературного джерелознавства і текстології. Збірник продовжує традиції збірника «Питання текстології», він містить дослідження з літературного джерелознавства і текстології, коментовані першопублікації архівних джерел з історії українського письменства XIX-ХХ століть, бібліографічні матеріали, огляди наукових надходжень до Відділу рукописних фондів і текстології Інституту літератури імені Тараса Шевченка НАН України. Збірник формується у Відділі рукописних фондів і текстології Інституту літератури імені Тараса Шевченка. Перший том присвячено пам'яті Миколи Сиваченка.